# Pakość pilśniowata

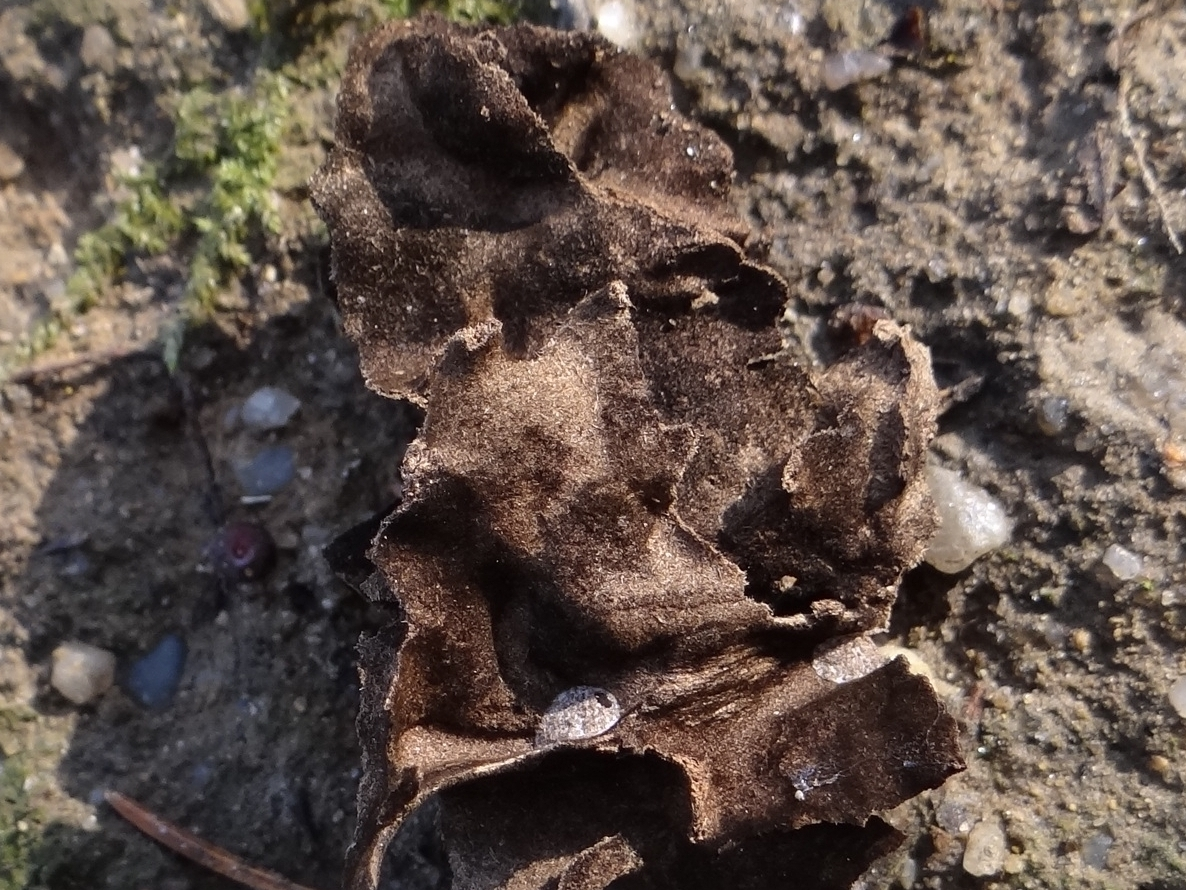
Powierzchnia dolna pokryta włoskami

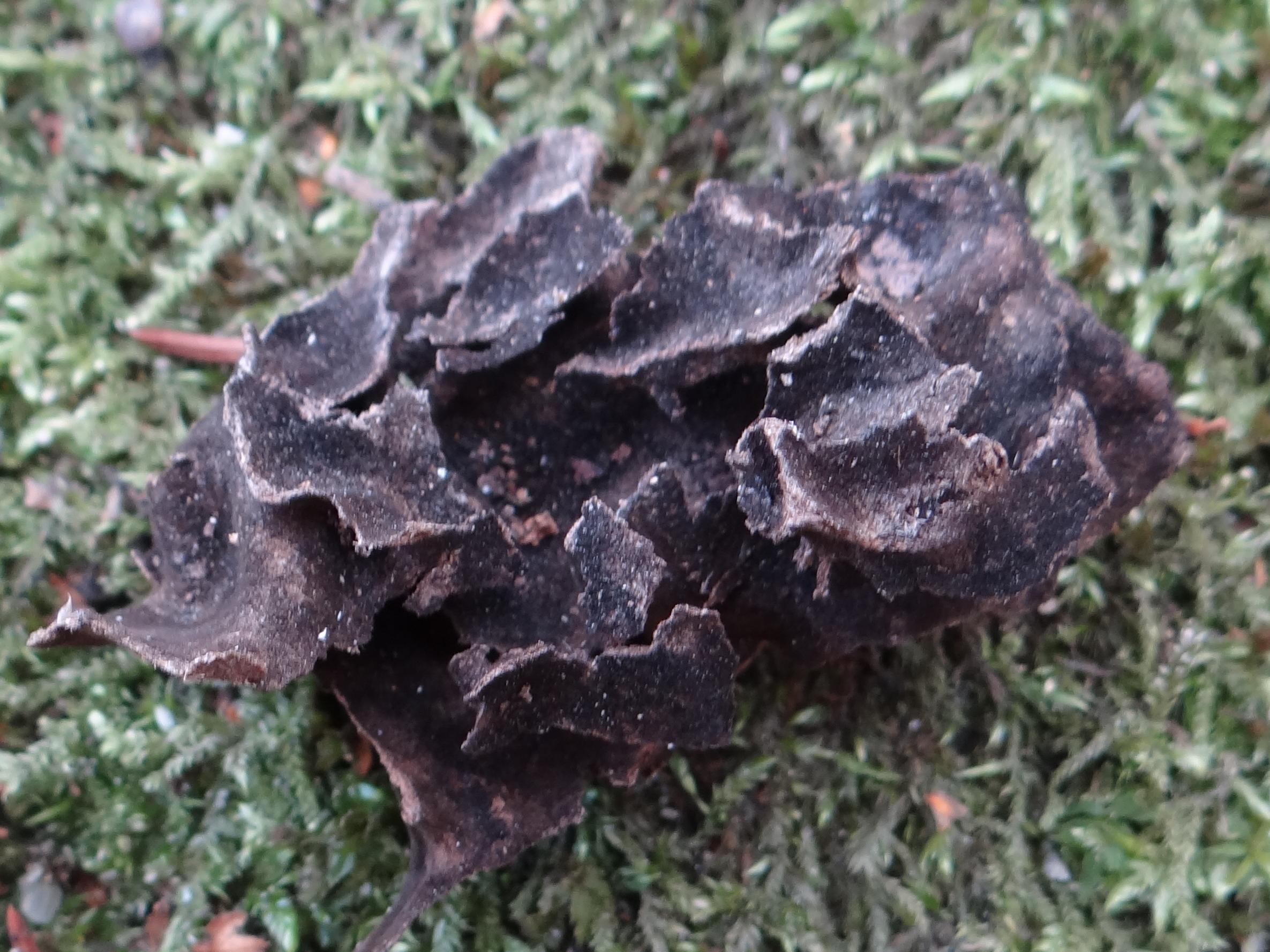
Pakość pilśniowata na mchach

Pakość pilśniowata (Leptogium saturninum (Dicks.) Nyl.) – gatunek grzybów należący do rodziny Collemataceae. Ze względu na współżycie z glonami zaliczany jest do porostów.

## Systematyka i nazewnictwo
Pozycja w klasyfikacji według Index Fungorum: Collemataceae, Peltigerales, Lecanoromycetidae, Lecanoromycetes, Pezizomycotina, Ascomycota, Fungi.
Po raz pierwszy takson ten zdiagnozował w roku 1790 James Dickson nadając mu nazwę Lichen saturninus. Obecną, uznaną przez Index Fungorum nazwę nadał mu w roku 1803 William Nylander, przenosząc go do rodzaju Leptogium. Synonimy naukowe:

- Collema saturninum (Dicks.) DC. & Lam.1805
- Lichen saturninus Dicks.1790
- Mallotium saturninum (Dicks.) Gray1821
- Parmelia saturnina (Dicks.) Ach.1803

Nazwa polska według Krytycznej listy porostów i grzybów naporostowych Polski.

## Morfologia
Listkowata, złożona z jednego i głęboko wcinanego listka, lub z wielu listków. Pojedyncze listki osiągają średnicę 2–8 cm, wyjątkowo do 10 cm i są cienkie – mają średnicę 0,1–0,3 mm. Odcinki plechy mają szerokość do 1 cm, czasami ich obrzeża są wywinięte do góry. Podczas suchej pogody plecha jest sztywna i krucha, po zwilżeniu wodą staje się galaretowata i sprężysta. Powierzchnia górna ma barwę oliwkową, czarnobrunatną lub szaroczarną. Występują na niej liczne, czarne izydia o brodawkowatym, cylindrycznym lub koralikowatym kształcie, czasami krzaczkowato rozgałęzione. Powierzchnia dolna ma barwę od białawej do brunatnej, jest pomarszczona i pokryta gęstym kutnerem białych, cylindrycznych włosków o długości do 0,2 mm.
Plecha jest homeomeryczna, o jednowarstwowej korze zbudowanej z pseudoparenchymy. W rdzeniu znajdują się sinice z rodzaju Nostoc.
Reakcje barwne: wszystkie negatywne. Kwasów porostowych brak.
Lekanorowe apotecja mają średnicę do 2 mm, występują jednak bardzo rzadko. Mają płaskie lub wklęsłe tarczki o czerwonobrunatnej barwie i trwały, gładki i cienki brzeżek. W jednym worku powstaje po 8 elipsoidalnych lub jajowatych zarodników o rozmiarach 20–25 × 7–10 μm. Posiadają 3–4 poprzeczne przegrody. Pyknidia nie występują.

## Występowanie i siedlisko
Na półkuli północnej występuje na wszystkich kontynentach i na wielu wyspach. W Europie na północy sięga aż po archipelag Svalbard, występuje także na Grenlandii i w Islandii. Na półkuli północnej znane są pojedyncze stanowiska w Andach, Afryce Środkowej i Australii. W Polsce występuje głównie w górach, ale opisano też stanowiska na Wyżynie Wschodniomałopolskiej i na Pojezierzu Wschodniobałtyckim. Wszędzie jest rzadki. Znajduje się na Czerwonej liście roślin i grzybów Polski. Ma status EN – gatunek wymierający. Od 9 października 2014 r. jest gatunkiem ściśle chronionym.
Rośnie głównie na korze drzew liściastych, rzadziej iglastych i na kwaśnych skałach wśród mchów.